# August Scheppe
August Traugott Samuel Scheppe (* 23. Januar 1792 in Rothkirch, Landkreis Liegnitz; † 8. August 1856 in Glogau, Landkreis Glogau) war ein preußischer Generalmajor und Kommandeur der 17. Infanterie-Brigade.

## Leben
Seine Eltern waren Johann Ernst Samuel Scheppe, Amtmann der Güter Rothkirch und Großnitz, und Luliane Eleonore, geborene Jakob.
Scheppe besuchte das Gymnasium in Liegnitz, studierte anschließend Landwirtschaft und betätigte sich anschließend als Ökonom. Im Vorfeld der Befreiungskriege meldete er sich zur Preußischen Armee und kam am 25. März 1813 als Freiwilliger Jäger in das 6. Schlesische Landwehr-Infanterie-Regiment. Dort avancierte er Mitte Juni 1813 zum Sekondeleutnant, nahm an der Belagerung von Mainz und den Kämpfen bei Löwenberg, an der Katzbach, bei Wartenburg, Leipzig, Laon, La Ferté-Gaucher und Paris teil. Für Goldberg wurde ihm das Eiserne Kreuz II. Klasse verliehen.
Nach dem Krieg wurde Scheppe Mitte April 1816 unter Beförderung zum Premierleutnant als Adjutant zum besoldeten Stamm des I. Bataillons im 6. Schlesischen Landwehr-Regiments kommandiert. Daran schloss sich ab Mitte März 1820 eine Verwendung beim II. Bataillon im 10. Landwehr-Regiment an. Nachdem er in dieser Stellung am 15. Dezember 1828 zum Kapitän befördert worden war, konnte Scheppe sich Anfang des Jahres 1834 bei der Bekämpfung eines Großbrandes in Oels hervortun und erhielt dafür den Roten Adlerorden IV. Klasse. Er wurde am 30. März 1834 dem 10. Infanterie-Regiment aggregiert und am 12. August 1835 als Kompaniechef in das 36. Infanterie-Regiment versetzt. Am 30. März 1839 wurde Scheppe Major und Kommandeur des I. Bataillon im 30. Landwehr-Regiment in Trier. Zugleich fungierte er von Mitte August 1841 bis Ende März 1846 als Direktor der Divisionsschule und Präses der Examinationskommission für Portepeefähnriche der 16. Division. Anschließend war Scheppe im 23. Infanterie-Regiment tätig, bevor er am 17. Februar 1849 zum Kommandeur des 16. Infanterie-Regiments in Düsseldorf ernannt und Anfang Mai zum Oberstleutnant befördert wurde. Im gleichen Monat führte Scheppe seinen Verband bei der blutigen Niederschlagung der revolutionären Unruhen in der Stadt. Am 10. Oktober 1850 wurde er dann Kommandeur des 23. Infanterie-Regiments in Neiße und am 18. Januar 1851 zum Oberst befördert. Scheppe erhielt Ende April 1852 den Fürstlichen Hausorden von Hohenzollern II. Klasse und Mitte Juni 1852 den Roten Adlerorden III. Klasse mit Schleife. Am 23. Mai 1854 ernannte man ihn zum Kommandeur der 17. Infanterie-Brigade in Glogau. In dieser Eigenschaft wurde er am 14. Juni 1854 à la suite des 23. Infanterie-Regiments gestellt und am 13. Juli 1854 zum Generalmajor befördert. Scheppe starb im Dienst am 8. August 1856 in Glogau und wurde drei Tage später auf dem Garnisonsfriedhof beigesetzt.
In seiner Beurteilung von 1840 schrieb sein Kommandeur: „Ein diensterfahrener, tätiger, für seine Stellung ganz passender tüchtiger Stabsoffizier, von dem achtungswerten Charakter. Er exerziert und führt sein Bataillon sehr gut.“

### Familie
Scheppe heiratete am 19. Juli 1819 in Oels Wilhelmine Tempelhoff (1898–1865), eine Tochter des preußischen Geheimen Oberakzise- und Zollrates Johann Tempelhoff. Sie wurde am 29. August 1865 in Warmbrunn beigesetzt.